# Llibre de totes maneres de confits
El Llibre de totes maneres de confits és un tractat de pastisseria en català, escrit al segle XIV, sobre dolços i pastissos i la forma d'el·laborar-los.

## Primeres línies
Asi comensa lo quart libre de totes maneres de confits qui s puguen fer de mell e de sucre, la qual es una de les gentilesses e nobleses que om deu saber e fer entendre a totes natures de gents, so es homens hi dones de qualsevulla estament que sia. E per so vos fas lo present libre lo qual vos he compost de diverses reseptes que he tretes de totes netures de confits de mel e de sucre de quall se vuylla condisio de fruytes ho de reyls, segons aquelles he trobades pus nobles e perfetes per esperiencia d elsguns notables espesiers en aso esperts en confegir tota natura de confits, me son esforsat en fer vos algun cervisi del present libre.